# Салыгин, Иван Алексеевич
Ива́н Алексе́евич Салыгин (13 марта 1917, Коржевка, Симбирская губерния — 3 января 2006, Коржевка, Ульяновская область) — старшина Красной армии, участник Великой Отечественной войны, полный кавалер ордена Славы.

## Биография
Родился 13 марта 1917 в Коржевке в крестьянской семье. Получив начальное образование, работал в колхозе.
В Красной Армии с 17 августа 1940.
С июня 1941 года — в боях Великой Отечественной войны. Служил разведчиком в стрелковом батальоне 334-го стрелкового полка (47-я стрелковая дивизия, 6-я гвардейская армия, 1-й Прибалтийский фронт). Был ранен 27 июля 1941 года.
25 марта 1944 года в наступательном бою у деревни Матысово Псковской области отделение разведчиков под командованием сержанта И. А. Салыгина захватило высоту 173,1 и удерживало её, отразив 5 контратак и истребив свыше 10 гитлеровцев; И. А. Салыгин лично уничтожил пулемётный расчёт противника. 22 апреля 1944 года награждён орденом Славы 3 степени (представлялся к награждению орденом Отечественной войны 2-й степени).
В 1944 году принят кандидатом в члены ВКП(б). В ночь на 10 июля 1944 года, ведя разведку в составе отделения близ дер. Комаришки (Браславский р-н Витебской области), участвовал в захвате орудия противника и уничтожении его расчёта, пленении артиллериста, который дал важные сведения; в бою за деревню лично уничтожил пулемётный расчёт противника и до 15 гитлеровцев. 11 сентября 1944 награждён орденом Славы 2 степени (представлялся к награждению орденом Отечественной войны 2-й степени).
2 сентября 1944 года, находясь в разведке в целях захвата «языка» в районе населённого пункта Гайли (юго-западнее г. Бэне, Латвия), в рукопашной схватке с гитлеровцами одного сразил и одного взял в плен. 24 марта 1945 года награждён орденом Славы 1 степени.
В июне 1945 демобилизован в звании старшины. В родном селе работал в колхозе, а также на строительстве объектов села.
Похоронен на сельском кладбище в Коржевке.
Центральную улицу села назвали в честь Ивана Алексеевича — улица «Салыгина», а в парке установлен бюст.

## Награды
- медаль «За отвагу» (18.1.1944)[7]
- орден Славы 3 степени (22.4.1944)[3]
- орден Славы 2 степени (11.9.1944)[5]
- орден Красной Звезды (30.12.1944)[8]
- орден Славы 1 степени (24.3.1945)
- орден Отечественной войны 1 степени
- медали.